# Wolseley 24/30
La 24/30 è un'autovettura di classe medio-alta prodotta dalla Wolseley dal 1911 al 1915 e dal 1919 al 1925.  È stato il primo modello della casa automobilistica britannica a possedere un motore a sei cilindri.
Infatti, la 24/30 aveva installato un propulsore in linea a sei cilindri raffreddato ad acqua da 4.961 cm³ di cilindrata, che erogava 30 CV di potenza. Erano disponibili due telai, che differivano dalle dimensioni. Il primo aveva un passo di 3.175 mm, mentre il secondo di 3.480 mm. La lunghezza del veicolo era compresa tra i 4.648 mm ed i 4.800 mm, mentre la larghezza era di 1.778 mm.
Nel 1915 la produzione si interruppe a causa dello scoppio della prima guerra mondiale. L'assemblaggio riprese nel 1919, a conflitto terminato, con passo allungato a 3.556 mm e con un nuovo motore avente la corsa allungata. La cilindrata di questo motore era 5.344 cm³, ma la potenza sviluppata era sempre 30 CV. Il precedente propulsore era ancora disponibile. La lunghezza del corpo vettura era 4.851 mm, mentre la larghezza era di 1.803 mm.
Vennero offerti tre tipi di carrozzeria, torpedo quattro posti, berlina quattro porte e landaulet quattro porte.